# Сражение при Флёрюсе (1622)
Сражение при Флёрюсе (исп. Batalla de Fleurus) — одно из сражений Тридцатилетней войны, произошедшее 29-30 августа 1622 года между испанской армией под командованием генерала Кордовы и протестантскими войсками графа Мансфельда и Христиана Брауншвейгского. 

## Военная ситуация

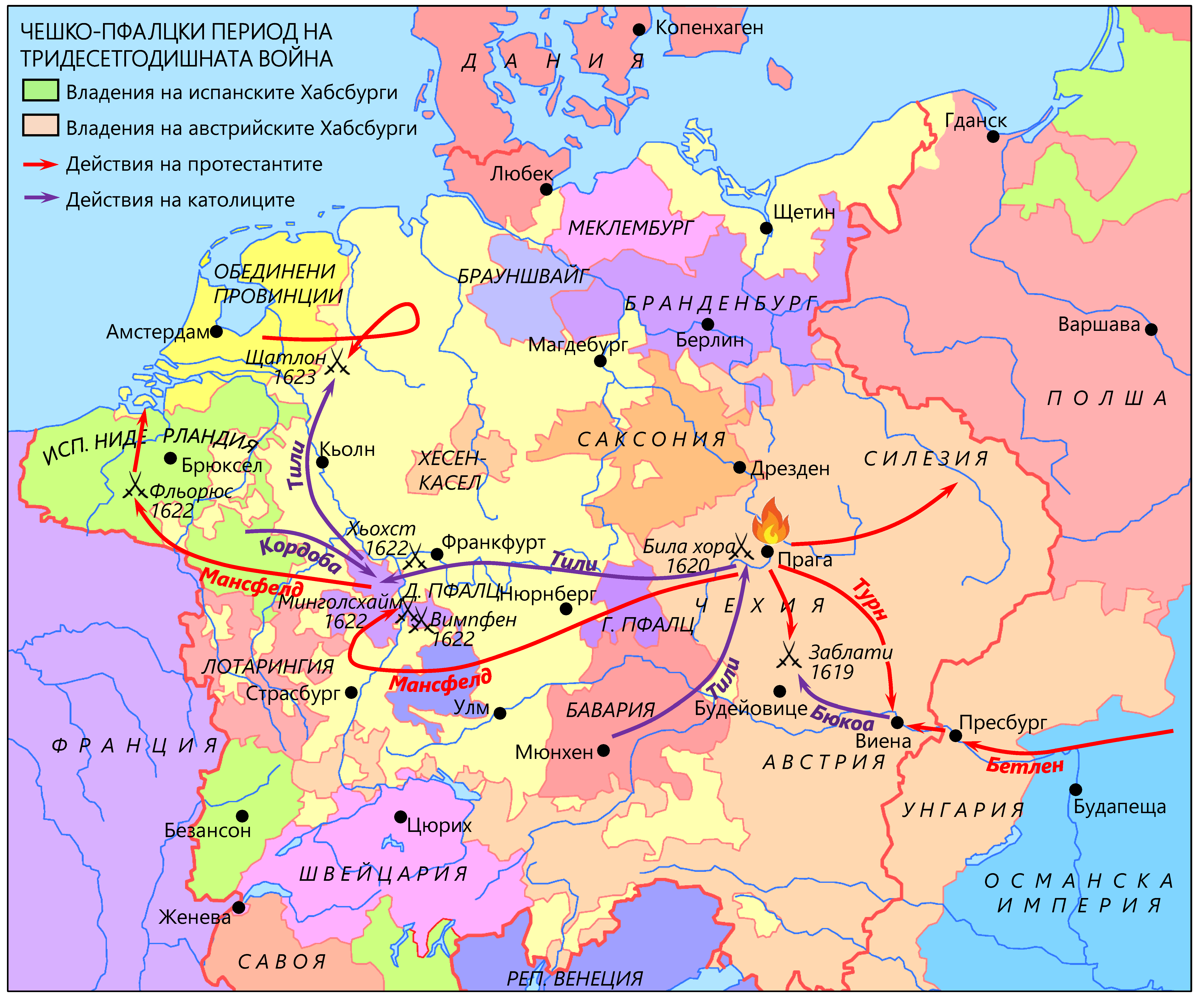
Чешский период Тридцатилетней войны

Начальный этап сражения

В то время как объединённая католическая армия Испании и Баварии готовились полностью оккупировать Пфальц, вторая испанская армия под командой Амброзио Спинолы осадила Берген-оп-Зоом, город на берегу Шельды. Голландцы наняли армию Мансфельда и Христиана Брауншвейгского, чтобы помочь снять осаду Берген-оп-Зоома. Протестантская армия покинула Эльзас и быстрыми темпами пересекла северную Францию, войдя в испанские Нидерланды через Эно. Испанской армии при Берген-оп-Зооме грозила опасность оказаться в ловушке между двумя вражескими армиями — голландские подкрепления для осаждённой крепости собирались к востоку от Бреды, Мансфельд и Христиан Брауншвейгский подходили с юга. Гонсало Фернандес де Кордова был срочно призван перехватить протестантскую армию. Кордова прошел через Люксембург и труднопроходимую местность в Арденнах и после очень умелой стратегии достиг границ Брабанта, на юго-западе современной Бельгии.

## Ход сражения
Авангард протестантской армии 27 августа столкнулся с испанской кавалерией, а 29 августа обнаружил окопавшуюся армию Кордовы. Кордова, более слабый в кавалерии, построил свою пехоту в четыре больших каре к северу от города Мелле, недалеко от Флёрюса, при этом его фланги были защищены лесами. Протестантские командиры развернули свою армию, пытаясь прорвать испанские позиции. В ожесточенном столкновении, продолжавшемся несколько часов, обе стороны понесли значительные потери (по 2000–3000 человек каждая). После четырёх безуспешных атак пятая атака оказалась удачной для протестантов, и линия испанцев была прорвана. Протестанты двинулись по дороге в сторону Льежа, чтобы добраться до Бреды.
На следующий день Кордова послала свою кавалерию, которая настигла протестантскую армию, спешившуюся вдоль дороги. Протестантская кавалерия бежала, не вступив в бой, оставив пехоту на произвол судьбы.  Немецкая пехота, не успевшая занять боевой порядок, была уничтожена. Испанцы также захватили артиллерию и обоз.

## Результаты
Мансфельд и тяжело раненый Христиан Брауншвейгский привели остатки своей наемной армии к принцу Оранскому, и он стал готовиться деблокировать Берген-оп-Зоом. В свою очередь, битва при Флёрюсе отмечалась испанской стороной как великая победа, хотя успехов Кордовы на поле боя было недостаточно для достижения главной стратегической цели — недопущения прохода противника.